# Kebba Ceesay
Kebba Cessay (Bakau, Gambia, 14 de noviembre de 1987) es un exfutbolista gambiano, nacionalizado sueco, que jugaba como defensa.

## Selección nacional
Fue internacional con la selección de fútbol de Gambia; donde jugó 10 partidos y no anotó goles por dicho seleccionado. Además, jugó apenas 2 partidos con la selección de fútbol sub-23 de Suecia, donde tampoco anotó goles.

## Clubes
| Club                     | País    | Año       |
| ------------------------ | ------- | --------- |
| IK Brage                 | Suecia  | 2005-2006 |
| Djurgårdens IF           | Suecia  | 2007      |
| Vasalunds IF             | Suecia  | 2008      |
| Djurgårdens IF           | Suecia  | 2008-2012 |
| Lech Poznań              | Polonia | 2012-2016 |
| Djurgårdens IF           | Suecia  | 2016-2017 |
| Dalkurd FF               | Suecia  | 2017-2018 |
| IK Sirius                | Suecia  | 2019-2021 |
| Helsingborgs IF (cedido) | Suecia  | 2020      |
| Vasalunds IF             | Suecia  | 2021      |

## Palmarés

### Títulos nacionales
| Título               | Club        | País    | Año  |
| -------------------- | ----------- | ------- | ---- |
| Ekstraklasa          | Lech Poznań | Polonia | 2015 |
| Supercopa de Polonia | Lech Poznań | Polonia | 2015 |